# Абу Граиб
Абу Граиб (на арабски: أبو غريب‎, Abū Ghurayb) е град в Ирак, разположен западно от Багдад. Абу Граиб е с население от 269 171 жители (2009 г.). През Абу Граиб е минавал Пътят на коприната. В Абу Граиб се намира Централният багдадски затвор, в който са задържани няколко хиляди затворници.